# Port lotniczy Nur-Sułtan
Port lotniczy Nur-Sułtan im. Nursułtana Nazarbajewa, dawniej Port lotniczy Astana (1998–2019), Port Lotniczy Akmoła (1992–1998), Port lotniczy Celinograd (do 1992) (IATA: NQZ (do 2019 TSE), ICAO: UACC) – międzynarodowy port lotniczy położony 14 km od Astany. Jest drugim co do wielkości portem lotniczym w Kazachstanie.

## Historia
Lotnisko Astana zostało wybudowane w 1931.
Po przeniesieniu stolicy kraju do Astany w 1997 roku, lotnisko przeszło szereg poważnych modernizacji, które doprowadziły go do standardów międzynarodowych. Nowy terminal pasażerski zaprojektowany przez japońskiego architekta Kisho Kurokawa został oficjalnie otwarty w lutym 2005 roku.
W 2017 roku lotnisko zostało nazwane imieniem ówczesnego prezydenta Kazachstanu, Nursułtana Nazarbajewa. W 2019 roku po zmianie nazwy miasta z Astana na Nur-Sułtan lotnisko zostało przemianowane na lotnisko Nur-Sułtan. 8 czerwca 2020 lotnisko oficjalnie zmieniło swój trzyznakowy kod lotniska IATA z TSE na NQZ.
Obecnie port lotniczy Astana akceptuje wszystkie typy statków powietrznych bez ograniczeń masy startowej.

## Terminale
Istnieją dwa terminale na lotnisku, po jednym dla lotów krajowych i inny do lotów międzynarodowych.

## Linie lotnicze i połączenia
| Linia Lotnicza          | Kierunek |
| ----------------------- | --- |
| Aerofłot                | 1. Moskwa-Szeremietiewo |
| Air Astana              | 1. Ałmaty 2. Antalya 3. Aktau 4. Aktobe 5. Atyrau 6. Pekin 7. Dubaj 8. Frankfurt 9. Stambuł 10. Orał Ak Żoł 11. Ust-Kamienogorsk 12. Kustanaj 13. Szymkent 14. Taszkent Sezonowo: 1. Heraklion 2. Podgorica Sezonowe czartery: 1. Bodrum |
| Air Cairo               | Sezonowe czartery: 1. Szarm el-Szejk |
| Air China               | 1. Pekin 2. Xi’an |
| AnadoluJet              | 1. Ankara |
| Azerbaijan Airlines     | 1. Baku |
| Belavia                 | 1. Mińsk |
| China Southern Airlines | 1. Guangzhou 2. Urumczi |
| Corendon Airlines       | Sezonowo: 1. Antalya |
| FlyArystan              | 1. Ałmaty 2. Ankara 3. Aktau 4. Aktobe 5. Atyrau 6. Baku 7. Biszkek 8. Kutaisi 9. Orał Ak Żoł 10. Kustanaj 11. Kyzyłorda 12. Semej 13. Szymkent 14. Taszkent 15. Turkiestan 16. Urumczi Sezonowe czartery: 1. Doha                       |
| Flydubai                | 1. Dubaj |
| LOT                     | 1. Warszawa-Okęcie |
| Lufthansa               | 1. Frankfurt |
| Mavi Gök Airlines       | Sezonowe czartery: 1. Antalya |
| Pegasus Airlines        | 1. Stambuł-Sabiha Gökçen |
| Qatar Airways           | 1. Doha |
| Qazaq Air               | 1. Ałmaty 2. Aktobe 3. Żezkazgan 4. Omsk 5. Ust-Kamienogorsk 6. Pietropawłowsk 7. Kustanaj 8. Kyzyłorda 9. Szymkent 10. Tałdykorgan 11. Jekaterynburg Sezonowo: 1. Ürżar                                                                 |
| Red Wings Airlines      | 1. Jekaterynburg 2. Kazań 3. Moskwa-Żukowskij |
| Rossiya Airlines        | 1. Krasnojarsk 2. Moskwa-Szeremietiewo |
| SCAT Airlines           | 1. Ałmaty 2. Aktau 3. Aktobe 4. Atyrau 5. Stambuł 6. Żezkazgan 7. Moskwa-Szeremietiewo 8. Moskwa-Wnukowo 9. Ust-Kamienogorsk 10. Pawłodar 11. Sankt Petersburg 12. Szymkent 13. Taraz Sezonowo: 1. Batumi Sezonowe czartery: 1. Phuket   |
| Somon Air               | 1. Duszanbe (od 2 kwietnia 2024) |
| Southern Sky            | Sezonowo: 1. Bałchasz 2. Üszarał |
| Southwind Airlines      | Sezonowo: 1. Antalya (od 28 maja 2024) |
| Sunday Airlines         | Sezonowo: 1. Antalya Sezonowe czartery: 1. Szarm el-Szejk |
| Turkish Airlines        | 1. Stambuł Sezonowe czartery: 1. Antalya 2. Bodrum |
| Uzbekistan Airways      | 1. Taszkent |
| VietJet Air             | 1. Nha Trang |
| Wizz Air                | 1. Abu Zabi |